# Трембіта (ТДВ)
ТДВ «Трембіта» — промислове підприємство з пошиття ділового чоловічого та жіночого одягу. 

## Історія розвитку
У 1944 році на основі наказу Чернівецького управління легкої промисловості була організована «Чернівецька фабрика масового пошиття одягу».
У 1946 році фабрика перейменована і носила назву «Чернівецька швейна фабрика № 1», а з 1956 року «Чернівецька державна швейна фабрика».
У 1964 році було засноване Чернівецьке виробниче швейне об'єднання «Трембіта», до складу якого увійшли: «Чернівецька державна швейна фабрика», «Чернівецька швейна фабрика № 2» та «Садгірська швейна фабрика».
За часи Радянського Союзу до швейного об'єднання поступово приєднувалися інші фабрики. Так, у 1967 році "Чернівецька фабрика «Спорттоварів», у 1975 році «Чернівецька швейна фабрика № 3» та «Кам'янець-Подільська швейна фабрика» (до 1984 року)
З тих пір підприємство неодноразово змінювало форму власності та організаційно-правову форму:
у 1991 році — орендне підприємство;
з 1993 року — акціонерне товариство відкритого типу;
з 2010 року — товариство з додатковою відповідальністю «Трембіта».

## Виробництво
ТДВ «Трембіта» за рік виготовляє понад 500 тис. одиниць швейних виробів. Підприємство оснащене обладнанням нового покоління таких провідних фірм, як «Вастема» — автоматизована лінія розкрою тканин, «Пфафф», «Джуккі», «Дюркопп» — швейні автомати та машинки, «Індупресс» — лінії волого-теплової обробки продукції.
ТДВ «Трембіта» є одним із лідерів на ринку України з пошиття чоловічого класичного одягу.

## Співпраця
Продукція ТДВ «Трембіта» відповідає всім міжнародним і європейським стандартам та експортується до Італії, Німеччини, Франції, Англії, Голландії, США, Канади та інших країн.
Підприємство успішно співпрацює та відшиває на замовлення таких відомих брендів як: Armand Thiery, Scherrer, Mario Dessuti, Celio, Gianni Ferrucci, Galeries Lafaytte, Burton, Dev, O.D.V., Sted and Barneys, Combipel, Villa Vasari, Father an Sons, Paul Hagen, Prado, Benetton, Fellini, Facit, Ovies та ін.

## Відзнаки
- «Найкраща торговельна марка»
- «Золота торговельна марка»
- «Вища проба»
- «Європейська якість»
- орден «Знак пошани»
- диплом «100 найкращих товарів України»
- «Реєстр найкращих товарів України»
- «Буковинська якість»
- «Найкращий вітчизняний виробник»
- «Найкраща модель одягу»
- «Лідер національного бізнес-рейтингу» - 2017-2023 рр.
- «Лідер галузі» 2017-2023 рр.

## Керівництво
Очолює підприємство заслужений працівник промисловості України — Станкевич Стелла Омелянівна.